# Kakianako Nariki
Kakianako Nariki (ur. 28 grudnia 1982 w Marakei) – lekkoatleta z Kiribati, sprinter specjalizujący się w biegu na 100 metrów. Olimpijczyk z Aten.
W roku 2004 startował w biegu na 100 metrów podczas igrzysk w Atenach - odpadł w eliminacjach z czasem 11,62 s.